# Dobner Rudolf
Dobner Rudolf (Lepsény, 1844. június 7. (keresztelés) – Budapest, 1882. március 17.) magyar királyi pénzügyminiszteri osztálytanácsos, költő.

## Élete
Dobner János jegyző és Segesdi Anna fiaként született. Középiskoláit Pápán végezte; azután a budapesti egyetemen az alkotmányos élet kezdetén felállított statisztikai s nemzetgazdasági tanfolyamot hallgatta; ezek bevégezte után külföldre küldetett, hol alaposan tanulmányozta az egyenes adók kérdését és erről a minisztériumba terjedelmes szakjelentést nyújtott be, melyben főleg a porosz, francia s olasz egyenes adók rendszerét tárgyalta. Külföldi utazásából haza érkezvén 1871-ben Kerkapoly, aki nagybátyja volt, a pénzügyminisztériumhoz nevezte ki; korán felismerték tehetségét és igen fontos dolgokra alkalmazták, minők az országgyűlés előtt függőben levő pénzügyi tervezetek és törvényjavaslatok készítése; utóbb az egyenes adókra vonatkozó összes döntvényeket, rendeleteket stb. állította össze. Fő munkája a földadó-kataszteri törvényjavaslat roppant terjedelmű indokolása. 1880-ban neveztetett ki osztálytanácsosnak. 1878. november 28-án Budapesten, a budavári római katolikus templomban között házasságot Csáky Arankával. Elhunyt 1882. március 17-én d.u. 3 órakor, életének 38., házasságának 4. évében. Halálát tüdőgümő okozta. Örök nyugalomra helyezték 1882. március 19-én délután a református vallás szertartása szerint a vizivárosi sírkertben.

## Munkái
- A mezőgazdaság Szászországban. Pest, 1872. (Stat. és Nemzetgazd. Közlemények VIII.)
- A földadókataszter. Bpest, 1879. (Ism. Nemzetgazd. Szemle.)

Nemzetgazdasági s egyéb cikkei: A népszámlálás (Vasárnapi Ujság 1869.), Kirándulás Altenburg vidékére, Az északi és keleti tenger partjáról (Uo. 1871.), Az adózás ügye Magyarországon (Athenaeum 1873.) és politikai cikkek (Uo. 1874.), Az egyenes adók Ausztriában, Egyenes adók reformjának tervezete Ausztriában (Nemzetgazdasági Szemle 1877.), Közgazdasági állapotaink (Uo. 1880.); A valutakérdés és a kettős valuta (Budapesti Szemle XXVII. 1881.); irt még több cikket a Magyar Földnek és Honnak. Egy verse is jelent meg 1864-ben a Hölgyfutárban.